# Waranowate
Waranowate, warany (Varanidae) – rodzina jaszczurek. Obejmuje w zależności od przyjmowanej definicji filogenetycznej (patrz niżej) 1 lub 2 współczesne rodzaje i ponad 80 gatunków – wśród nich największe ze współcześnie żyjących jaszczurek: waran z Komodo, waran papuaski, waran paskowany i waran wielki – oraz kilka rodzajów wymarłych.
Od innych jaszczurek różnią się budową języka, który składa się z dwóch części: mięsistej grubej pochwy jako podstawy języka i wysuwalnej z niej długiej cienkiej, przy końcu rozdwojonej, części dotykowej – narząd Jacobsona.

## Występowanie
Afryka, środkowa i południowa Azja (wraz z Cejlonem i Archipelagiem Malajskim), Australia, Nowa Gwinea i inne wyspy Oceanii.

## Charakterystyka
OpisBudowa krępa, ciało mocne i ciężkie. Głowa mała, zwężająca się ku przodowi, szyja na ogół długa, ruchliwa, długi ogon bocznie spłaszczony nie podlega autotomii (brak mięśni okrężnych). Mocne odnóża zakończone pięcioma palcami z dużymi, zakrzywionymi pazurami. Brak otworów i gruczołów udowych. Głowa pokryta licznymi, małymi wielokątnymi tarczkami. Ciało pokryte grubą skórą osłoniętą wieloma rzędami drobnych, kolistych, nie zachodzących na siebie łusek. W czaszce otwór ciemieniowy. Oczy osłonięte ruchomymi powiekami. Zęby długie, zakrzywione, piłkowane na krawędziach. Bardzo dobrze rozwinięte zmysły wzroku, słuchu, smaku i powonienia.
Schachner i współpracownicy (2014) stwierdzili występowanie u warana stepowego jednokierunkowego przepływu powietrza w płucach, tj. odkryli, że zarówno przy wdechu, jak i wydechu u tego warana powietrze przepływa przez większość oskrzeli bocznych i oskrzela szyjne w tym samym kierunku. Wcześniej istnienie jednokierunkowego przepływu powietrza w płucach stwierdzono jedynie u ptaków i krokodyli; nie wiadomo jednak, czy budową płuc umożliwiającą jego występowanie cechował się już ostatni wspólny przodek gadów łuskonośnych i archozaurów, czy też wyewoluowała ona u obu grup niezależnie. Pierwszą hipotezę dodatkowo wspiera jednak późniejsze stwierdzenie występowania jednokierunkowego przepływu powietrza w płucach także u innego gada łuskonośnego, legwana zielonego.
RozmiaryOd 23 cm u Varanus brevicauda i Varanus sparnus, do 310 cm długości u Varanus komodoensis.
Masa ciała do 160 kg.
BiotopRozmaite środowiska ekologiczne. Niektóre żyją wyłącznie na drzewach, inne są typowo naziemne, waran szary żyje na pustyni, a jeszcze inne prowadzą życie ziemnowodne.
PokarmNiemal wszystkie są drapieżnikami lub żywią się padliną. V. olivaceus i V. bitatawa zjadają owoce. Mniejsze gatunki żywią się głównie owadami, większe zjadają kręgowce włącznie ze ssakami.
ZachowaniaProwadzą dzienny tryb życia. Bardzo ruchliwe, formy ziemnowodne doskonale pływają i nurkują. Gdy biegną, unoszą tułów i ogon nad powierzchnię ziemi. Warany wyróżniają się wśród gadów inteligencją – potrafią odróżniać swoich opiekunów od innych ludzi, a także rozumieją proste polecenia. W odróżnieniu od innych jaszczurek potrafią gonić ofiarę przez długi czas i osiągać prędkość ponad 30 km/godz., co czyni je jednymi z najszybszych gadów. Osiągają to dzięki silnie umięśnionym gardzielom, które niczym miechy wpompowują powietrze do płuc podczas biegu. Większość jaszczurek rozciąga płuca w wyniku pracy mięśni odpowiedzialnych za poruszanie się, co uniemożliwia jednoczesny bieg i oddychanie.
Rozmnażaniejajorodne

## Systematyka
Z pewnością do rodziny Varanidae można tylko zaliczyć jej rodzaj typowy, Varanus. Estes, de Queiroz i Gauthier (1988) opublikowali definicję filogenetyczną Varanidae; zdefiniowali je jako klad obejmujący ostatniego wspólnego przodka rodzajów Varanus i Lanthanotus oraz wszystkich jego potomków. Zgodnie z tą definicją poza gatunkami zaliczanymi do rodzaju Varanus żyjącym przedstawicielem rodziny Varanidae byłby także Lanthanotus borneensis. Inną definicję filogenetyczną przedstawił Lee (1997), definiując Varanidae jako klad obejmujący rodzaj Varanus i wszystkie taksony bliżej spokrewnione z nim niż z rodzajem Lanthanotus i tym samym wykluczając L. borneensis z tej grupy. Natomiast Conrad (2008) opublikował definicję zbliżoną do tej przedstawionej przez Estesa i współpracowników, definiując Varanidae jako klad obejmujący gatunki Varanus varius i Lanthanotus borneensis, ich ostatniego wspólnego przodka i wszystkich jego potomków. W swoich klasyfikacjach gadów łuskonośnych Vidal i Hedges (2009) oraz Vidal i współpracownicy (2012) do rodziny Varanidae zaliczali tylko przedstawicieli rodzaju Varanus, rodzaj Lanthanotus przenosili zaś do osobnej rodziny Lanthanotidae; natomiast Gauthier i współpracownicy (2012) zaliczyli do Varanidae także Lanthanotus.
Do Varanidae bywają też zaliczane rodzaje wymarłe. Magdalena Borsuk-Białynicka zaliczyła do Varanidae także wymarłe, kredowe rodzaje Saniwides i Telmasaurus; oprócz tego za bliskiego krewnego rodzaju Lanthanotus (przez samą autorkę zaliczanego do osobnej rodziny Lanthanotidae) uznała kredowy rodzaj Cherminotus. Estes i współpracownicy (1988) za bliskiego krewnego rodzaju Varanus uznali też eoceński rodzaj Saniwa. Carroll (1988) dodatkowo zaliczył do Varanidae kredowe rodzaje Chilingosaurus i Palaeosaniwa oraz mioceński Iberovaranus; za możliwego przedstawiciela rodziny uznał też kredowy rodzaj Pachyvaranus. Alifanow (2000) zaliczył jednak Chilingosaurus do rodziny Mongolochamopidae (wydzielonej przez tego autora z rodziny Macrocephalosauridae), którą z kolei zaliczył do grupy Scincomorpha; rodzaje zaliczane przez Alifanowa do Mongolochamopidae Conrad (2008) włączył do rodziny Polyglyphanodontidae, która może być blisko spokrewniona z tejowatymi lub w ogóle nie należeć do Scleroglossa. Pozycja filogenetyczna rodzaju Pachyvaranus w obrębie grupy Anguimorpha jest niepewna; Houssaye i współpracownicy (2011) zaliczyli go do odrębnej od Varanidae grupy Pachyvaranidae.
Analiza filogenetyczna przeprowadzona przez Norella i Gao (1997) nie potwierdziła przynależności większości tych taksonów do Varanidae. Na drzewie ścisłej zgodności rodzaje Varanus, Lanthanotus, Saniwa, Palaeosaniwa, Telmasaurus oraz klad obejmujący rodzaje Saniwides i Proplatynotia znalazły się w nierozwikłanej politomii z szeregiem innych rodzajów gadów łuskonośnych oraz z kladem obejmującym m.in. helodermowate oraz rodzaje Gobiderma i Estesia. Gdy w analizie nie uwzględniono rodzaju Palaeosaniwa uzyskano drzewo ścisłej zgodności, na którym do najmniejszego kladu obejmującego rodzaje Varanus i Lanthanotus poza tymi dwoma rodzajami należał tylko rodzaj Cherminotus, bliżej spokrewniony z Lanthanotus niż z Varanus. Analiza przeprowadzona przez Lee (1997) potwierdziła natomiast bliższe pokrewieństwo Saniwides i Saniwa z Varanus niż z Lanthanotus, a także bliższe pokrewieństwo Cherminotus z rodzajem Lanthanotus niż z Varanus. Z analizy tej wynikło jednak również, że Telmasaurus był dalej spokrewniony z waranami niż mozazaury i węże.
Późniejsza analiza przeprowadzona przez Norella, Gao i Conrada (2008) wykazała, że bliżej spokrewniony z rodzajem Varanus niż Lanthanotus jest rodzaj Saniwa. Na drzewie ścisłej zgodności rodzaje Cherminotus, Aiolosaurus i Ovoo znalazły się w nierozwikłanej politomii z rodzajem Lanthanotus i z kladem obejmującym Varanus i Saniwa; na drzewie zgodności wygenerowanym metodą konsensusu Adamsa także Ovoo jest bliżej spokrewniony z Varanus, zaś Cherminotus jest bliżej spokrewniony z Lanthanotus. Rodzaje Telmasaurus i Saniwides znalazły się natomiast poza najmniejszym kladem obejmującym rodzaje Varanus i Lanthanotus. Podobne rezultaty dała analiza Conrada, Rieppela i Grande’a (2008). Autorzy ci dodatkowo stwierdzili, że rodzaj Iberovaranus jest znany ze zbyt skąpego materiału kopalnego, by można było z pewnością orzekać o jego pozycji filogenetycznej. Analiza filogenetyczna gadów łuskonośnych przeprowadzona przez Conrada (2008) potwierdziła, że Saniwa jest bliżej spokrewniona z Varanus niż z Lanthanotus, a rodzaje Cherminotus i Aiolosaurus są bliżej spokrewnione z Lanthanotus niż z Varanus. Na drzewie ścisłej zgodności rodzaje Telmasaurus, Saniwides, Proplatynotia i Palaeosaniwa są w nierozwikłanej politomii z kladem obejmującym rodzaje Varanus i Saniwa, kladem obejmującym Lanthanotus, Cherminotus i Aiolosaurus, kladem Monstersauria i kilkoma rodzajami gadów łuskonośnych; na drzewie zgodności wygenerowanym metodą konsensusu Adamsa te cztery rodzaje znajdują się poza najmniejszym kladem obejmującym Varanus i Lanthanotus (przy czym Palaeosaniwa należy do Monstersauria, a pozostałe trzy rodzaje są bliżej spokrewnione z waranami niż z helodermami).
Analiza Conrada i współpracowników (2011) uwzględniająca jedynie cechy budowy szkieletu dała wyniki zbliżone do tych z analiz Norella, Gao i Conrada (2008) oraz Conrada, Rieppela i Grande’a (2008). Inne wyniki dała natomiast analiza uwzględniająca zarówno cechy budowy szkieletu, jak i dane molekularne. Na drzewie zgodności wygenerowanym metodą konsensusu Adamsa bliżej spokrewnione z Varanus niż z Lanthanotus były rodzaje Saniwa, Saniwides i Telmasaurus; bliżej spokrewnione z Lanthanotus niż z Varanus były natomiast rodzaje Cherminotus i Ovoo. Klad obejmujący rodzaj Varanus i jego najbliższych krewnych oraz klad obejmujący rodzaj Lanthanotus i jego najbliższych krewnych były w nierozwikłanej politomii z rodzajem Aiolosaurus oraz z kladem obejmującym gatunki Necrosaurus cayluxi, Necrosaurus eucarinatus i „Saniwa” feisti. Analiza Gauthiera i współpracowników (2012) uwzględniała tylko dwa kopalne taksony uznawane za bliskich krewnych waranów – Saniwa i Aiolosaurus. Z analizy tej wynikło, że Saniwa jest przedstawicielem Varanidae bliżej spokrewnionym z Varanus niż z Lanthanotus, natomiast Aiolosaurus był w nierozwikłanej politomii z rodzinami Varanidae i Helodermatidae. Delfino i współpracownicy (2013) uznali Iberovaranus za młodszy synonim rodzaju Varanus; jednocześnie uznali gatunek typowy rodzaju Iberovaranus, I. catalaunicus, za nomen dubium.